# Bitva u Nördlingenu
Bitva u Nördlingenu  je jedno z klíčových střetnutí třicetileté války. Proběhla 5. až 6. září 1634 a císařsko-španělská armáda v ní rozdrtila sasko-švédské vojsko, které se pokoušelo uvolnit z obklíčení Nördlingen. V bitvě byl dokonce zajat vrchní velitel švédských vojsk v Německu, hrabě Gustav Horn. Šlo o první velkou porážku Švédů na německé půdě, po níž museli zcela vyklidit jižní Německo.

## Situace před bitvou
Rok 1634 nezačal pro císaře a jeho spojence dobře. Saské jednotky se dostaly až pod pražské hradby a švédská vojska se svými spojenci pronikla hluboko na bavorské území. Císařská strana se s takovýmto stavem věcí ovšem nehodlala smířit a zahájila protiofenzívu. 18. srpna císařská armáda oblehla svobodné říšské město v Bavorsku Nördlingen. Spojené švédsko-saské síly s pomocí městu příliš nespěchaly a čekaly se záchrannou výpravou na příchod posil, nicméně byli to naopak císařští, kdo na odkladu vydělal, neboť 3. září jej výrazně posílily španělské jednotky přivedené kardinálem-infantem. 
Velitelé spojených švédsko-saských sil se tak ocitli ve velmi nezáviděníhodné situaci - pád Nördlingenu by těžce poškodil jejich prestiž a vedl k výraznému poklesu ochoty říšských knížat a měst připojit se k jejich kauze, přičemž bylo jasné, že posíleným obléhatelům město dlouho vzdorovat nedokáže. Oba se tedy spolehli na kvalitativní převahu svých vojsk a moment překvapení a 5. září jejich vojska zahájila skrytý přesun k Nördlingenu v naději, že obléhatele zaskočí.

## Bitva

### 5. září
Příchod švédsko-saských sil k Nördlingenu v pozdním odpoledni téhož dne císařskou stranu sice zaskočil, nicméně ani zdaleka ne tolik, jak švédsko-saská strana doufala. Přicházející armáda byla rychle odhalena císařskými jízdními hlídkami a okolo 16. hodiny došlo k prvním střetům jezdectev okolo obce Ederheim. Přestože měli Švédové stále jistou výhodu překvapení, byli nejprve odraženi a císařské jezdectvo zahnali až na druhý pokus, když se jim dostalo výrazně podpory od pěchoty. Mezi tím ovšem stihla císařská pěchota obsadit klíčové vrcholy v okolí, zejména Heselberg a Albuch.
První (možná spíše jen průzkumný) útok na zalesněný Heselberg, bráněný zhruba čtyřmi sty muži, začal krátce před setměněním a byl hladce odražen. Druhý útok, který následoval v 19:30, byl už ovšem myšlen zcela vážně. Španělsko-italské jednotky bránící kopec kladly velice tvrdý odpor, nicméně čelily téměř desetinásobné přesile a jejich žádosti o podporu zbytku armády nebyly vyslyšeny - velitelé císařské armády se soustředili na opevňování Albuchu a Heselberg pro ně byl jen předsunutým postavením, které musí nějak vyržet do zítřka. 
Švédsko-saská strana dobyla Heselberg okolo půlnoci. Zprávy z kopce ovšem přestaly císařskému velení přicházet již o hodinu dříve, neboť v té době byly již zbylá stanoviště obránců vrcholu obklíčena. To znervóznilo velitele obrany Albuchu natolik, že se rozhodl osobně přesvědčit o situaci a přece jen posílit obránce. Vyrazil tedy k Heselbergu v čele dvou set mušketýrů, brzy ale narazil na silný odpor a stáhl se zpět. Vzápětí svůj pokus zopakoval se 400 muži, ovšem i tentokrát bez úspěchu. 

### 6. září

Bitva u Nordlingenu: počátek bojů o Albuch

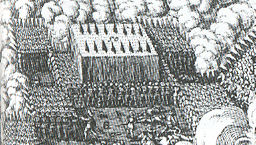
Formace mušketýrů a pikenýrů

V další fázi bitvy měl sehrát klíčovou úlohu kopec Albuch, který představoval klíčovou čelní pozici katolického levého křídla a znemožňoval jeho obchvat. Katolická strana jej přes noc opevnila polními opevněními, které bránilo asi 8100 mužů  a 14 děl. Dobytí Albuchu dostalo za úkol pravé křídlo protestantů vedené generálem Hornem, které čítalo 12300 mužů. Levé křídlo pod vedením vévody Bernarda, které čítalo 12500 mužů, mělo vázat pravé křídlo a střed katolické strany a vyčkávat na pád Albuchu, po němž mělo podpořit postup pravého křídla.
Maršál Horne zavelel k postupu na Albuch krátce po úsvitu. Vlivem nepochopení vzápětí došlo k předčasnému útoku švédské jízdy na Albuch, který byl obránci odražen, přičemž Horn musel pro záchranu svých jezdců přerušit hlavní linii postupu, takže generální útok na centrální šanci na Albuchu se tím poněkud zpozdil.
Švédský útok se zpočátku vyvíje úspěšně a šanci bráněnou dvěma německými pluky rychle dobyl, přičemž se útočníci zmocnili několika děl, které obrátili proti jejich původním majitelům. Nicméně zmatek zaviněný bojovu vřavou, dýmem z palných zbraní a následně posílený výbuchem uskladněné munice značně narušil koordinaci švédské pěchoty, kterou následně císařská jízda zaskočila útokem z boku a vyhnala ze šance. Ta zůstala chvíli bez pána, aby byla následně obsazena elitními španělskými pěšáky, které katolické velení umístilo právě pro tento účel za původní německé obránce, jejichž schopnostem samo příliš nedůvěřovalo. Horn se nehodlal vzdát a podnikl 15 dalších pokusů o znovudobytí šance, ale bez úspěchu, španělští obránci, jež po určité době podpořily zbytky původních německých obránců, kteří se v týlu znovu zformovali, šanci udrželi. Tvrdé boje o střední šanci na Albuchu, do nichž se postupem času zapojily i velké jízdní jednotky obou stran, skončily okolo 8. hodiny, když byla švédská jízda s těžkými ztrátami odražena. 

Bitva u Nordlingenu: vrchol bojů o Albuch

Trochu později než u centrální šance propukly boje o severní šanci na Albuchu, kde byli Hornovi muži podpořeni ve svých snahách 1200 pěšáky z elitní Thurnovy brigády, které poslal Hornovi na pomoc vévoda Bernard. Nicméně ani zde nedokázali útočníci prolomit katolické pozice, jejichž obránci byli velice rychle posíleni, a byli s těžkými ztrátami odraženi. 
Po osmé hodině začala přebírat iniciativu císařská strana, která zahájila útok od severní šance směrem na Heselberg, jehož obsazením by protestantskou armádu rozsekla na dvě části. Vévoda Bernard zareagoval zvýšenou aktivitou svých jezdeckých jednotek proti pravému křídlu katolíků, nicméně v nastalé jízdní bitvě získali postupně navrch císařští a na věci nic nezměnilo ani když vévoda podpořil svou jízdu i částí pěchoty - nakonec musel s těžkými ztrátami ustoupit. Útok na Heselberg tak mohl nerušeně pokračovat a okolo 10. hodiny zde začala švédská obrana kolabovat. 

Bitva u Nordlingenu: kolaps švédsko-saské armády

Před polednem bylo již oběma protestantským velitelům jasné, že je bitva prohraná, a pokusili se zorganizovat ústup svých jednotek. První se měly stáhnout jednotky Hornova pravého křídla, které byly unaveny a těžce zredukovány v krvavých bojích o Albuch, přičemž méně postižené Bernardovo levé křídlo mělo jejich ústup krýt. Jenomže katolická strana byla na tuto chvíli připravena a na počínající ústup nepřítele zareagovala prudkým útokem v celé délce bitevního pole. Pod náporem přesily čerstvých sil protivníka se zpočátku spořádaně ustupující protestantská armáda úplně rozpadla. Zraněný vévoda Bernard jen tak tak uprchl na vypůjčeném koni, maršál Horn už tolik štěstí neměl - čekalo ho osm let v zajetí.

## Po bitvě

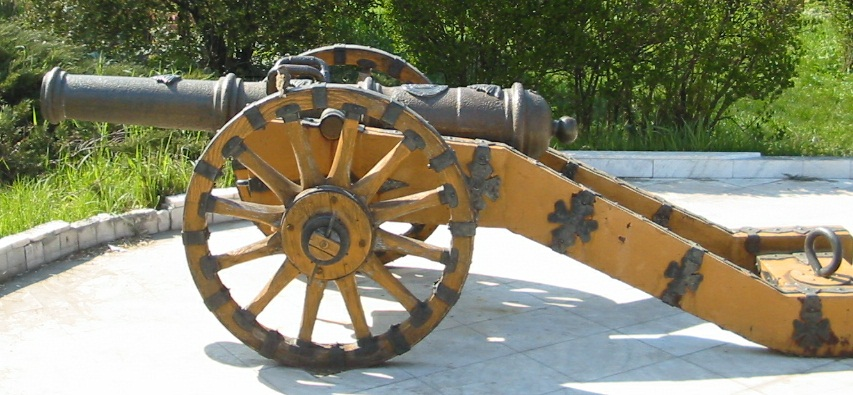
Historický kanón

Švédsko-saská strana ztratila 8 000 padlých, další 3-4 tisíce byly zajaty, včetně samotného maršála Horna. Císřští, jejichž ztráty činily pouhých 1 200 mrtvých a 1 200 raněných, ukořistili přes 300 praporců a standard, veškeré nepřátelské dělostřelectvo a veškerý trén (asi 3 000 vozů). Nördlingen, který s porážkou protestantské strany ztratil jakoukoliv naději na pomoc zvenčí, kapituloval 7. září.
Bitva u Nördlingenu byla katastrofou pro švédské zájmy v Německu. Švédské tažení se od začátku netěšilo velké oblibě mezi německými knížaty. Tato obliba klesala přímo úměrně s klesající disciplínou švédských vojáků. Podpora Švédů byla čím dál tím více závislá na tasených kordech a nabitých mušketách. Po bitvě u Nördlingenu, kdy prakticky většina švédské armády přestala existovat, se vše začalo hroutit. Švédské posádky začaly kvapně opouštět jižní Německo. V dlouhodobém hledisku vedlo vítězství císařských ke vstupu Francie do třicetileté války na švédské straně.